# Сайприс-Квартерс (Флорида)
Сайприс-Квартерс (англ. Cypress Quarters) — статистически обособленная местность, расположенная в округе Окичоби (штат Флорида, США) с населением в 1150 человек по статистическим данным переписи 2000 года.

## География
По данным Бюро переписи населения США статистически обособленная местность Сайприс-Квартерс имеет общую площадь в 6,99 квадратных километров, водных ресурсов в черте населённого пункта не имеется.
Статистически обособленная местность Сайприс-Квартерс расположена на высоте 8 м над уровнем моря.

## Демография
По данным переписи населения 2000 года в Сайприс-Квартерс проживало 1150 человек, 291 семья, насчитывалось 420 домашних хозяйств и 469 жилых домов. Средняя плотность населения составляла около 164,52 человек на один квадратный километр. Расовый состав населённого пункта распределился следующим образом: 29,22 % белых, 65,83 % — чёрных или афроамериканцев, 0,61 % — коренных американцев, 0,43 % — азиатов, 0,87 % — представителей смешанных рас, 3,04 % — других народностей. Испаноговорящие составили 5,48 % от всех жителей статистически обособленной местности.
Из 420 домашних хозяйств в 29,3 % воспитывали детей в возрасте до 18 лет, 40,2 % представляли собой совместно проживающие супружеские пары, в 24,5 % семей женщины проживали без мужей, 30,7 % не имели семей. 25,5 % от общего числа семей на момент переписи жили самостоятельно, при этом 9,5 % составили одинокие пожилые люди в возрасте 65 лет и старше. Средний размер домашнего хозяйства составил 2,72 человек, а средний размер семьи — 3,26 человек.
Население статистически обособленной местности по возрастному диапазону по данным переписи 2000 года распределилось следующим образом: 30,7 % — жители младше 18 лет, 9,6 % — между 18 и 24 годами, 22,6 % — от 25 до 44 лет, 24,1 % — от 45 до 64 лет и 13,0 % — в возрасте 65 лет и старше. Средний возраст жителей составил 33 года. На каждые 100 женщин в Сайприс-Квартерс приходилось 94,3 мужчин, при этом на каждые сто женщин 18 лет и старше приходилось 89,3 мужчин также старше 18 лет.
Средний доход на одно домашнее хозяйство статистически обособленной местности составил 29 565 долларов США, а средний доход на одну семью — 38 125 долларов. При этом мужчины имели средний доход в 31 103 доллара США в год против 17 411 долларов среднегодового дохода у женщин. Доход на душу населения статистически обособленной местности составил 29 565 долларов в год. 25,4 % от всего числа семей в населённом пункте и 30,5 % от всей численности населения находилось на момент переписи населения за чертой бедности, при этом 32,1 % из них были моложе 18 лет и 16,7 % — в возрасте 65 лет и старше.